# Can Rossell (Brunyola)
|  | Aquest article tracta sobre Can Rossell de Brunyola. Vegeu-ne altres significats a « Can Rossell (desambiguació)». |

Can Rossell és una masia al vessant oest del Puig Rodonell, al municipi de Brunyola i Sant Martí Sapresa a la comarca de la Selva. Es troba